# Malthonica epacris
Malthonica epacris är en spindelart som först beskrevs av Levy 1996.  Malthonica epacris ingår i släktet Malthonica och familjen trattspindlar.
Artens utbredningsområde är Israel. Inga underarter finns listade i Catalogue of Life.